# Bavispe
Bavispe é um município do estado de Sonora, no México.